# 1998 RF16
1998 RF16 är en asteroid i huvudbältet som upptäcktes den 14 september 1998 av Beijing Schmidt CCD Asteroid Program vid Xinglong-observatoriet.
Asteroiden har en diameter på ungefär 4 kilometer.